# Tinjacá (kommun)
Tinjacá är en kommun i Colombia.   Den ligger i departementet Boyacá, i den centrala delen av landet, 110 km norr om huvudstaden Bogotá. Antalet invånare är 2 939.